# Perissus atronotatus
Perissus atronotatus là một loài bọ cánh cứng trong họ Cerambycidae.